# Alegeri legislative în Germania de Vest, 1983
Alegerile legislative din Germania de Vest, 1983 au reprezentat a zecea alegere federală germană. A avut loc la data de 6 martie 1983, când membrii Bundestagului (parlamentului) din Republica Federală Germania au fost realeși. În octombrie 1983 președintele partidului creștin-democrat CDU Helmut Kohl a fost ales prim-ministru de către grupul parlamentarCDU/CSU și FDP, majoritari în Bundestag (în timp ce în 1980 FDP încă mai era de partea social-democraților, SPD). SPD a întâmpinat dificultăți, deoarece se dezvoltase un nou partid de stânga, ecologic, și anume Verzii.
O mare dispută la aceste alegeri a fost cea despre înarmare, conform Deciziei Duble a NATO.

## Rezultate

Locuri în parlament -- SPD cu roşu, Verzii cu verde, FDP cu galben, CDU/CSU cu negru; Cercul interior se referă la alegerile anterioare - pentru comparaţie.

|  | Partid                                    | Număr de voturi | Procentul de voturi / schimbare | Procentul de voturi / schimbare | Total locuri / schimbare | Total locuri / schimbare | Procent locuri |
|  | ----------------------------------------- | --------------- | ------------------------------- | ------------------------------- | ------------------------ | ------------------------ | -------------- |
|  | Uniunea Creștin-Democrată (CDU)           | 14.857.680      | 38,1 %                          | +3,9 %                          | 191                      | +17                      | 38,4 %         |
|  | Uniunea Creștin-Socială din Bavaria (CSU) | 4.140.865       | 10,6 %                          | +0,3 %                          | 53                       | +1                       | 10,6 %         |
|  | Partidul Liber Democrat (FDP)             | 2.706.942       | 6,9 %                           | -3,7 %                          | 34                       | -19                      | 6,8 %          |
|  | Partidul Social Democrat (SPD)            | 14.865.807      | 38,2 %                          | -4,7 %                          | 193                      | -25                      | 38,8 %         |
|  | Verzii                                    | 2.167.431       | 5,6 %                           | +4,1 %                          | 27                       | +27                      | 5,4 %          |
|  | Restul                                    | 201.962         | 0,5 %                           |                                 | 0                        |                          | 0,0 %          |
|  | Totaluri                                  | 38.940.687      | 100,0 %                         |                                 | 498                      | +1                       | 100,0 %        |

## Urmările alegerilor
Alianța dintre grupul (fracțiunea) CDU/CSU si FDP revine la guvernare cu Helmut Kohl drept prim-ministru. Acestea au fost primele alegeri din RFG conform cărora partidul Verzilor a trimis reprezentanți în Bundestag; ei au constituit al patrulea grup parlamentar, pentru prima dată după 1957.